# The Literary Gazette
A The Literary Gazette foi uma revista literária britânica fundada em Londres em 1817, com o título completo The Literary Gazette, and Journal of Belles Lettres, Arts, Sciences. Por vezes, era publicada com o subtítulo London Literary Gazette. Criada pelo editor Henry Colburn [en], a revista teve como primeiro editor o jornalista e colaborador William Jerdan [en], nomeado em julho de 1817. Jerdan foi responsável pela redação da maioria dos artigos, definindo o tom e o estilo da publicação. Posteriormente, tornou-se acionista e, eventualmente, proprietário da revista. Ele se aposentou em 1850, e a publicação foi encerrada em 1863.

## Formato e conteúdo
O formato da The Literary Gazette permaneceu consistente ao longo de sua existência, com cada edição contendo cerca de dezesseis páginas, organizadas em três colunas. Ilustrações eram raras. A revista destacava diversas resenhas de livros, sendo o artigo principal uma resenha extensa, ocupando duas ou três páginas. Seções regulares incluíam "Correspondência Original", uma coluna social e notícias sobre produções teatrais. A seção "Poesia Original" publicava poemas enviados pelo público, chamados de "correspondentes", além de trabalhos de redatores da equipe. As últimas duas páginas eram dedicadas a anúncios, utilizados principalmente por editoras para promover livros. Ocasionalmente, a revista também noticiava temas de interesse geral, como descobertas arqueológicas, invenções, exposições de arte, arquitetura e ciências. William Paulet Carey [en] e Walter Henry Watts [en] atuaram como críticos de arte.

## Influência e impacto
Entre as décadas de 1820 e 1840, a The Literary Gazette alcançou um poder e influência sem precedentes. Diferentemente das resenhas publicadas em periódicos trimestrais famosos, que frequentemente se desviavam para discussões políticas, William Jerdan, como jornalista profissional evitou promover ideologias políticas. Sua prática incluía citações extensas dos livros resenhados e acabou atraindo um público amplo. A publicação semanal conferia à revista uma espontaneidade que os periódicos mensais e trimestrais não possuíam, e o preço acessível de apenas oito pence resultava em uma tiragem de até quatro mil exemplares por semana. Uma resenha favorável na The Literary Gazette praticamente garantia o sucesso de escritores e editoras, enquanto uma crítica mista podia ter consequências desastrosas.